# Campodoro
Campodoro är en ort och kommun i provinsen Padova i regionen Veneto i Italien. Kommunen hade 2 675 invånare (2018).